# Desperados (groupe)
Pour les articles homonymes, voir Desperados.
Desperados est un groupe de pop rock espagnol, actif dans les années 1980.

## Histoire
L'histoire de Desperados commence au milieu des années 1980 lorsque Rafa Hernández (guitare), Amando Cifuentes (basse), Juan Luis Vizcaya (batterie) et Javier el Moro (harmonicas et saxophone) forment le groupe. Tous avaient joué dans le groupe Octubre, et Rafa avait remporté la VIIe Villa Madrid au sein de La Frontera. À la même époque, les frères Martín (Fernando et Guillermo) avaient joué dans Números Rojos, un groupe de Carabanchel qui avait failli remporter la Villa de Madrid en 1983, et dans Martin y On the Rocks.
En 1985, Rafa, Amando, Juan Luis et Javier sont rejoints par Fernando et Guille, formant ainsi la première formation solide du groupe, qui commence progressivement à prendre de l'ampleur sur le circuit madrilène. Un an plus tard, en 1986, sort leur premier album, le mini-album Desperados, qui comprend des chansons emblématiques du groupe comme Póker y Bourbon et Molly. Pour cette dernière, ils enregistrent un clip dans un parc d'attractions, qui restera dans l'histoire des documents audiovisuels de ce qui est appelé l'âge d'or de la pop espagnole. Dans ce mini-album, on retrouve déjà les principales caractéristiques qui définiront leur musique : du rock 'n' roll espagnol avec de fortes racines américaines ancrées dans la country, le rockabilly, le folk, le surf et le rhythm and blues. 1986 est aussi l'année où ils sortent leur deuxième album, ¿Qué hay de nuevo viejo?, avec lequel, après le peu de répercussion de leur premier album, ils commencent à se faire connaître, avec des chansons comme La Llave maestra, Yo te llevaré, Esto no es América et Baile (solo parejas).
En 1989, ils publient El Golpe, un album contenant la chanson-titre et La Tormenta. La même année, ils sortent un single qui connaîtra un grand succès : Flores muertas, qui est une reprise de Dead Flowers des Stones (avec des paroles de Ramón Recio — parolier habituel de Glutamato Ye-Yé — et Amparo Úbeda) et le morceau instrumental La Guerra de Cuba.
Toujours en 1989, ils sortent leur album Tan alto como nos dejen, tan fuerte como podemos, avec des titres notables que No puedo estar mejor, Dulce chica triste, Surf en la Kasbah et la chanson-titre.
Le line-up du groupe ne trouve aucune réelle stabilité, bien que la voix caractéristique de Fernando et la guitare de Guille restent les mêmes. Ainsi, après le départ de Rafa et Amando, Desperados se composait de Javi Martínez (ex-Viceversa) à la basse, Rafa Kas (ex-Ilegales) à la guitare et Raúl Martín à la guitare après le départ ultérieur de Rafa Kas. Julián Infante (Tequila, Los Rodríguez) avait également joué de la guitare lors de certains concerts pour couvrir une partie des congés militaires de Rafa. Josele Santiago (de Los Enemigos), et Juanma del Olmo (de Los Elegantes), ont également participé à certains concerts des Desperados. Le poste de batteur était le plus instable, et après le départ de Juan Luis, il a été occupé par Daniel Parra, pendant quelques mois, Carlos Durante (ex-Glutamato Ye-Yé) et celui qui est resté le plus longtemps, Alfonso Lanteros et Ezequiel Martín (aujourd'hui appelé Ezequiel Navas).
En 1992, le groupe enregistre un album qui ne sera pas publié à cette période. Après Desperados, Guille Martín se lance dans une carrière musicale qui l'a amené à jouer avec La Frontera, Ariel Rot, Andy Chango, Andrés Calamaro, Jaime Urrutia et Loquillo, ainsi qu'à collaborer avec Enrique Bunbury et Micky. Guille Martin est décédé le 18 août 2006.
En novembre 2019, le label Warner Music décide de publier l'album Motel Martín, enregistré par la dernière formation du groupe au cours de l'été 1992,,. L'album contient des chansons telles que Ella tiene que ser, Tiempo de perros et Sr. Policía, ainsi qu'une reprise de Starry Eyes par The Records, traduite en espagnol par Llama cuanto antes.

## Discographie
- 1986 : Desperados
- 1986 : ¿Qué hay de nuevo viejo?
- 1989 : El Golpe
- 1990 : Tan alto como nos dejen, tan fuerte como podamos
- 1990 : Por un puñado de temas (compilation)
- 2019 : Motel Martín

### Singles
- 1986 : Póker y bourbon / Louie Louie
- 1986 : Molly / Desperado Instrumental
- 1986 : Una ocasión / Waiting for my Man
- 1986 : La Llave maestra / El Regreso
- 1988 : Barras y estrellas / Fírmalo (Tequila Shuffle)
- 1988 : Flores Muertas / La Guerra de Cuba
- 1988 : La Tormenta / Chup Chup Baby
- 1989 : Tan alto como nos dejen, tan fuerte como podamos / Aguas tranquilas
- 1989 : Dulce Chica Triste / Surf en la Kashba